# 浦東足球場
浦東足球場（ほとうそくきゅうじょう、簡体字中国語: 浦东足球场）は、中華人民共和国上海市浦東新区に位置する球技専用の競技場。2020年のLeague of Legends World Championship優勝戦でこけら落としされた。
2018年4月28日に着工、2021年4月に全面竣工し、上海海港の新ホームスタジアムになった。

## 交通アクセス
上海地下鉄14号線浦東足球場駅下車